# 墨壺

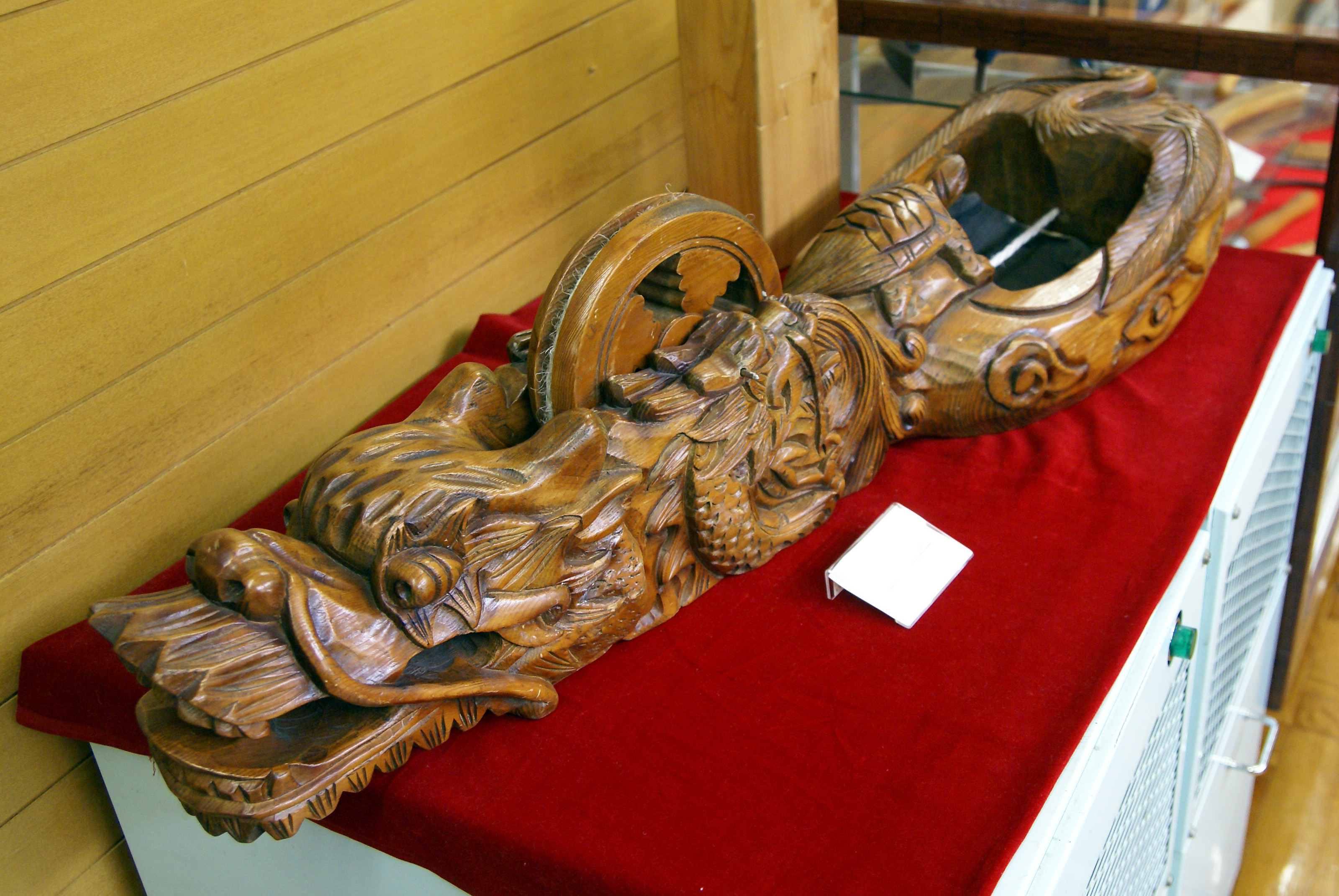
龍の装飾が施された日本の墨壺

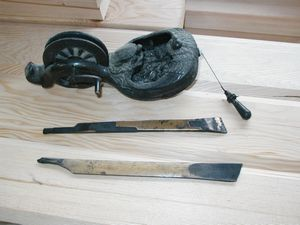
墨壺

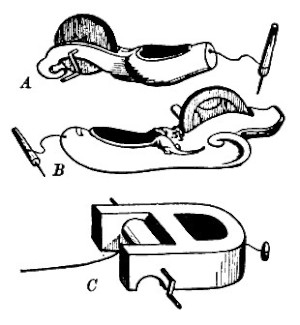
エドワード・モースは自著『日本の家とその周辺』（1895年）に墨壺の詳細図を載せて解説した

墨壺（すみつぼ）は、工具の1種。材木に直線を引いたり、建築現場で基準墨となる地墨や腰墨を引くために使われる。

## 概要
木でできており、壺の部分には墨を含んだ綿が入っている。糸車に巻き取られている糸をぴんと張り、糸の先についたピン（カルコ）を材木に刺す。この状態から糸をはじくと、材木上に直線を引くことができる。建設途中の梁や柱など、材木の間が離れている所でも、この道具を使用することにより正確に直線を引くことができる。
数日間、墨壺を使用しないと墨を含んだ綿や糸が乾燥してしまう。この場合、綿に水を多めに墨汁を少なめに調整しながら、注入する。かつ、糸車に巻き取られている糸にも水を数滴たらすとよい。
墨壺は木でできており、工芸品として細微な装飾を施したものも多くもある。
図の墨壺の下にある2つのへら状のものは墨指（すみさし）で、常に墨壺と共に使われる。墨指を壺の中に入れて墨をつけ、これで材木に印や文字や短い直線を書く。墨指は竹で作られる。すぐに墨が乾いて使えなくなるため、事前に墨指を水につけておくか、使用後に水洗いしておくとよい。また、先端部分が摩耗しやすく、使うたびに先を鑿の刃先などで削る。先端部分が金属になっているものも存在するが、昭和時代まではあまり存在しなかった。
墨の代わりに粉チョークを使うチョークラインという工具もあり、墨壷に比べて扱い易く一度引いた線を簡単に消すことができるという利点がある。

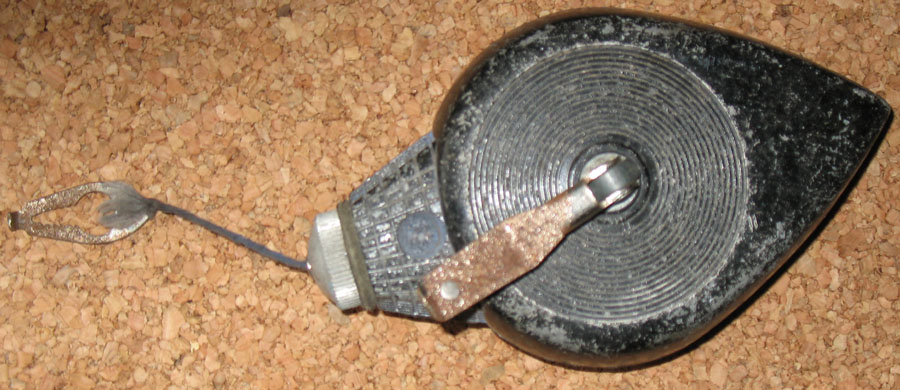
チョークライン（Chalkline）。糸を引き出すと粉末チョーク（色粉）が付着するようになっている

## 歴史
同様の道具は古代エジプト時代から使われていたともいわれるが、墨壺と糸と糸車のすべてを一体化したのは古代中国だと考えられている。日本では、法隆寺に使われている最も古い木材に、墨壺を使って引いたと思われる墨線の跡があり、この時代から使われていたとされる。
日本に現存する最も古い墨壺は、正倉院に保管されているものとされる。
江戸時代の墨壺の装飾は、大工などの使用者が自ら彫る場合が多く、墨壺を見れば使用者の技量を凡そ推し量ることができた。
1990年代、レーザー光線により直線を材木上に表示する装置が販売されるようになったため、墨壺、墨指の利用は激減した。また、単に直線を引く用途に性能を絞った小型のプラスチック製墨壺も市販され、旧来の墨壺は建築現場から姿を消しつつある。

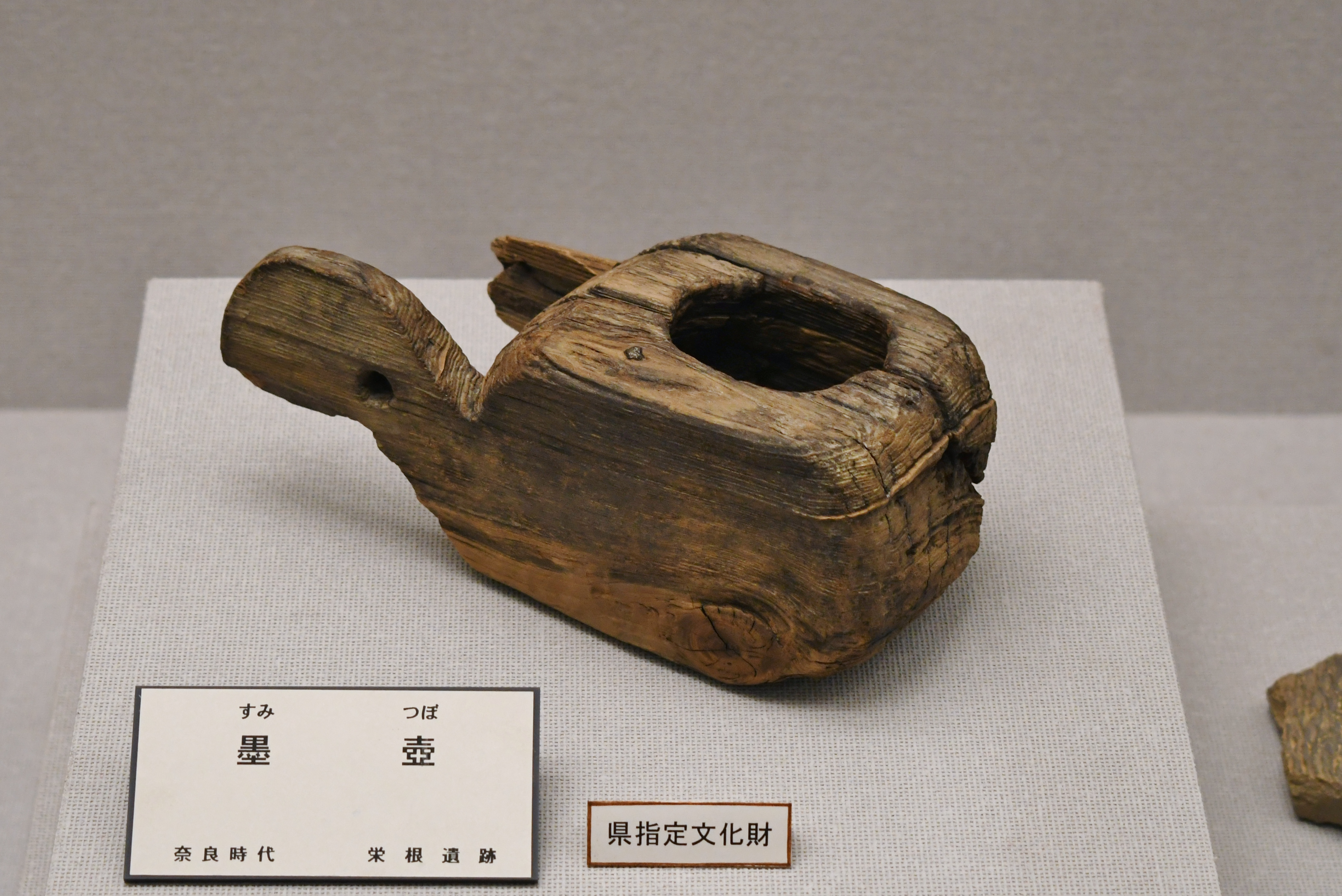
奈良時代の墨壺 栄根遺跡（兵庫県川西市）出土、川西市文化財資料館展示。